# Athous cantabricus
Athous cantabricus là một loài bọ cánh cứng trong họ Elateridae. Loài này được Schaufuss miêu tả khoa học năm 1862.